# Trésor de recherches et antiquités gauloises et françaises
Der Trésor de recherches et antiquités gauloises et françaises (späterer Titel: Dictionnaire des termes du vieux français) ist das erste Wörterbuch der altfranzösischen Sprache. Es erschien 1655. Verfasser ist der Arzt und Gelehrte Pierre Borel. 

## Entstehung
Pierre Borel lebte bis zum Alter von 33 Jahren in Castres im okzitanischen Sprachraum und studierte sowohl die altprovenzalischen als auch die alt- und mittelfranzösischen Texte. 1653 ging er für vier Jahre nach Paris und verkehrte dort als Jugendfreund von Paul Pellisson mit Gilles Ménage, Valentin Conrart, Jean Chapelain, Michel de Marolles und anderen Gelehrten. 1655 publizierte er seine Lesefrüchte aus 400 Texten der Zeit vor 1600 unter dem Titel Trésor de recherches et antiquités gauloises et françaises als Wörterbuch (611 Seiten plus 68 Seiten Vorwort), das 1667 noch zu seinen Lebzeiten ein weiteres Mal aufgelegt wurde. Zu einer dritten Auflage unter dem Titel Dictionnaire des termes du vieux français kam es 1750. Eine stark veränderte Fassung druckte 1882 Léopold Favre (1817–1891), der Herausgeber des Dictionnaire historique de l’ancien langage François ou Glossaire de la langue françoise depuis son origine jusqu’au siècle de Louis XIV.

## Wirkung
Ausgehend von Borels Wörterbuch skizzierte 1690 Pierre Bayle im Vorwort zum Dictionnaire universel von Antoine Furetière ein Forschungsprogramm, wie es die Romanistik sehr viel später ausführte. Aus der Lektüre von Borels Wörterbuch hatte Bayle den Schluss gezogen, dass die Dialekte (als gefrorene Geschichte) ebenso wie das Altprovenzalische erhellend sind für die Geschichte des Französischen. Der Südfranzose Raynouard sollte dieses Programm im frühen 19. Jahrhundert vorantreiben, bevor es von der deutschen Forschung (vor allem von Diez) übernommen wurde.